# Pere Figueres
Pere Figueres, nascut el 14 de març del 1950 a Pontellà, és un cantant nord-català.
Juntament amb Joan Pau Giné i Jordi Barre és un dels màxims exponents de la Nova cançó a la Catalunya Nord. Amb les seues cançons aquest compositor i músic autodidacta es dedica a defensar l'especificitat de Catalunya Nord fent, per exemple, molts concerts en favor de les escoles catalanes. A més, és vinyater, com ho era també el seu pare.

## Els inicis
El 1965 tot just després que el cantautor Joan Pau Giné va acabar de crear el Teatre dels Aspres, Pere Figueres es va integrar en aquella dinàmica innovadora per a promoure l'ús del català a Catalunya nord. Junts presenten un espectacle amb lectures del poeta francès Boris Vian. Giné interpretava les seues cançons i ell cantava cançons de Jacques Brel, Georges Brassens i també Raimon.
Pere Figueres integrà després el grup d'acció cultural Guillem de Cabestany, l'any 1970, amb Reinald Dedies, Antoni Ortega, Jaume Figuerola i Jordi Auvergne, com a reacció a la repressió de la dictadura franquista de l'altra banda del Pirineu. Aleshores començà a cantar les seues composicions expressant els seus propis sentiments.

## Discografia
- Pres d'aquest país sóc (1974). desperta't Rosselló (Joan Amada; Pere Figueres) - el pres (Jordi Pere Cerdà; Pere Figueres) - pastor pastor (Joan Amada; Pere Figueres) - els ulls granats d'una morena (Jordi Pere Cerdà; Pere Figueres).
- A la recerca d'una terra (1977)
- Tinc el cor un poble (1983). cara A: m'agrada trobar els teus ulls - rutes - vacança - aigua - el pres - i tindríem una casa (Jordi Pere Cerdà; Pere Figueres); cara B: credo vell i sempre nou - pastor pastor - al peu de les Alberes - com toca la campana (Joan Amada; Pere Figueres)
- Arbre (1998)
- Tu i Jo (2005)